# El lugar del humo
El lugar del humo es una película uruguayo-argentina de 1979. Dirigida por Eva Landeck, estuvo protagonizada por George Hilton.

## Sinopsis
La gira de un elenco teatral por el interior del país, pronto se transforma en un melodrama, que a su vez degenera en un increíble asunto policial.

## Reparto
- George Hilton
- Irene Morack
- Francisco Nápoli
- Enrique Guarnero
- Armando Halty
- Gloria Demassi
- Walter Reyno
- Loreley Pose
- Alfredo de la Peña

Extras: 
- Marina Romero
- Virginia Romero
- Omar Romero
- Señor Dotta